# マカリウの戦い
マカリウの戦い（マカリウのたたかい）は、ウクライナのキーウ州ブチャ地区マカリウで、2022年のロシアによるウクライナ侵攻の際に発生した戦闘。戦闘は2月27日から3月25日まで続き、4月1日にマカリウは完全に解放された。
マカリウ解放後、ロシア軍によって200人以上の民間人が殺害されたことが判明した。これには、拷問、高齢者の殺害、背中に手を縛られて頭を撃たれた人々が含まれる。

## 戦闘経過
2022年2月27日、ウクライナの民間人はウクライナ軍に対し、戦車15両、装甲兵員輸送車25両、軍用トラック15両からなるロシア軍縦隊がマカリウを通過したと報告した。ロシア軍は3つの車列で構成され、火炎放射器、ミサイル、自走砲、燃料も搭載していた。ウクライナのジャーナリスト、アンドリー・ツァプリエンコは、ロシア軍はキーウまたはジトーミルに向かっていたと記している。戦闘はその日遅くにマカリウで始まった。ロシア軍は町を通ってキーウに到達しようとした。ウクルインフォルムによると、ロシア軍は女性と子供を人間の盾として車両に乗せた。少なくとも1両のロシア軍戦車が破壊された。ロシア軍縦隊の一部は、キーウとジトーミルを結ぶ幹線道路に入った。
2月28日の朝、軍需品を輸送するロシア軍車列がマカリウ近郊でウクライナ軍によって破壊された。3月2日、ウクライナ軍はマカリウを完全に奪還したと主張した。これは第14独立機械化旅団と第95独立空中強襲旅団によって行われ、解放後はマカリウに駐留した。
3月8日、マカリウ周辺で激しい戦闘が行われた後、ウクライナ軍指揮官は、ロシア軍縦隊がまだ近くにあると推測した。それはウクライナ軍偵察隊によって発見され、彼らは第14独立機械化旅団の上級軍曹セルヒイ・ヴァシッチとその部下である上級兵士ヴィタリー・パルクホムクと兵士オレフ・スヴィンチュクが搭乗するウクライナ軍のT-64戦車の位置に向かって移動していると伝えた。ロシア軍が戦車の射程内に入ると、ヴァシッチはロシア軍の戦車が攻撃されて彼らを撃つように命じた。付随するロシア軍の車両は、ウクライナの正確な砲撃の結果として発砲し、ロシアの歩兵は分散しなければならず、砲兵支援が呼び出された。ロシアの兵士は町の建物に隠れ、ロシアの車両は戦車を標的にしようとした。ウクライナの戦車は後にロシア軍の側面に侵入し、爆発性の高い破片砲弾を発射し始めた。しかし、ロシアの対戦車ミサイルが戦車内の弾薬を爆発させ、ヴァシッチ、パルクホムク、スヴィンチュクを殺害した。最終的に、乗組員はロシア軍の戦闘車両6台を破壊し、ロシア軍をマカリウから追い出すウクライナ軍の反撃に貢献した。3人は死後、ウクライナ英雄を授与された。
3月9日、この都市はまだウクライナに支配されていたにもかかわらず、激しい戦闘があったと報告された。3月15日、マカリウに対するロシアのさらなる攻撃は撃退された。3月17日、ウクライナ軍は、マカリウがロシア軍から解放され、ウクライナ国旗が町の中心に掲げられていると発表した。しかし、町は依然としてロシアの砲撃を受けていた。3月21日、キーウ州の警察署長であるアンドリー・ネビトフがマカリウを訪れ、絶え間なく敵の砲撃を受けており、通りには人がいなく、破壊の度合いが高いと語った。3月22日、ウクライナ国防省は、マカリウが完全に解放されたと発表した。しかし、翌日、マカリウ市長のヴァディム・トカールは、「ウクライナ軍はマカリウのすべてを支配しているわけではなく、部分的にしか支配していない」と宣言し、「民間人の帰還は100%禁止されている」と宣言した。彼は、3月23日時点でロシアがマカリウの15%を支配していると述べた。
また3月23日、ウクライナのジャーナリストRoman Tsimbalyukは、ロシア軍第37独立親衛自動車化狙撃旅団の指揮官であるユーリメドヴェージェフ大佐が、部隊が戦闘中に兵士の半分近くを失った結果、自軍に戦車で轢かれたと報告した。事件の日付は不明だが、メドベージェフが入院したことは、3月11日にチェチェン共和国のラムザン・カディロフ大統領によってすでに報告されていた。いくつかの西側メディアの報道は、メドベージェフが攻撃を生き延びられなかったと推測している。
3月25日、ウクライナ軍陸軍司令部のオレクサンドル・グルゼビッチ副参謀長は記者会見で、マカリウは「グレーゾーン」にあり、ロシアもウクライナも完全に支配していないと述べた。同様に、キーウ州当局は、3月25日の時点でもマカリブで激しい戦闘が続いていると述べた。3月28日、ミコラ・ジルノフ少将は、イルピンの戦いでロシア軍が敗北し、「マカリウも引き続き我が軍に支配されている」と発表した。同日、ウクライナ軍による反撃の最中に、2月27日以来ロシアの占領下にあったマカリウ近郊のモティジン村が奪還された。この村の市長であるオルガ・スケンコとその家族は、ロシアの占領軍によって殺害されたと報じられた。マカリフに対するロシアの砲撃は3月31日まで続いた。4月1日、ロシア軍はマカリウから撤退し、4月2日にはキーウ州を完全に去った。

## 余波
マカリウの民間人は戦闘の結果、攻撃と損失を被った。市の防犯カメラが撮影したビデオには、ロシアの装甲車両を見て車を止めた2人の年配の民間人が車に乗っている様子が映っていた。その後、この車両は車に発砲し、両方の乗客が死亡した。3月7日、ロシアによる民間人への別の攻撃が行われ、約30人がそこにいたときにパン工場が空爆された。がれきの中から民間人13人の遺体が回収され、5人が救出された。戦闘前にマカリウに約15,000人の住民がいたが、戦闘後に残ったのは1,000人未満だった。
4月8日、トカル市長は、暫定的な見積もりによると、入植地は約40%破壊され、132人の民間人がロシアの死刑執行人によって射殺されているのが発見されたと述べた。マカリウの民間人の殺害は、ブチャの近くの町で発生したブチャの虐殺に似ていた。6月下旬までに、マカリウとそのフロマダ (自治体) の一部の村で殺害された民間人の実際の数は200人を超えていることが判明し、背中に拷問の痕跡のある死体も確認された。トカールはまた、ベラルーシとロシアに強制移住させられた人々の事例についても言及した。
7月10日、駐ウクライナ米国大使のブリジット・ブリンクがマカリウを訪問した。彼女は「マカリウに対する残忍なロシアの攻撃に苦しんだ人々の話に深く感動した」ことを認め、その回復のために米国がこの地域に送った人道援助に誇りを表明した。